# بیتولترول
بیتولترول مسیلات  (انگلیسی: Bitolterol) (تورنالات) یک آگونیست گیرنده آدرنرژیک β2 کوتاه‌اثر است که برای تسکین اسپاسم برونش در شرایطی مانند آسم و COPD  استفاده می‌شود. در این اختلالات باریک شدن مجاری تنفسی (نایژه‌ها و شاخه‌های آنها) که هوا را به ریه‌ها می‌برند، وجود دارد. اسپاسم عضلانی و التهاب داخل برونش‌ها این باریک شدن را بدتر می‌کند. این دارو عضلات صاف موجود به طور مداوم در اطراف برونش‌ها و برونشیول‌ها را شل می‌کند و جریان هوا را از طریق آنها آسان می‌کند.